# Équipe du Lesotho des moins de 20 ans de football
Maillots
L'équipe du Lesotho de football des moins de 20 ans est constituée par une sélection des meilleurs joueurs juniors lésothiens sous l'égide de la Fédération du Lesotho de football.

## Histoire
l’Équipe du Lesotho a été trois fois finaliste de la Cosafa , est a atteint une fois les quarts de finale de la CAN U20

## Palmarès
- COSAFA U-20 Challenge Cup
  - 1990, 2005 et 2017

## Parcours en Coupe du monde des moins de 20 ans
L’équipe du Lesotho n’a jamais participé a une Coupe du monde de football des moins de 20 ans.

## Parcours en Coupe d'Afrique des nations des moins de 20 ans
- 1979 à 1987 : Aucune participation
- 1989 : Quart de finale
- 1991 : 1er tour
- 1993 : Aucune participation
- 1995 : Aucune participation
- 1997 : Aucune participation
- 1999 : 1er tour
- 2001 : Aucune participation
- 2003 : Aucune participation
- 2005 : Phase de groupe
- 2007 : 1er tour
- 2009 : Tour préliminaire
- 2011 : Phase de groupe
- 2013 : retirer de la compétition
- 2015 : retirer de la compétition au 3e tour
- 2017 : 3e tour
- 2019 : Aucune participation
- 2021 : (Phase de groupe Cosafa)
- 2023 : (Phase de groupe Cosafa)
- 2025 : (Phase de groupe Cosafa)